# Gouvernorat de Dakhleya

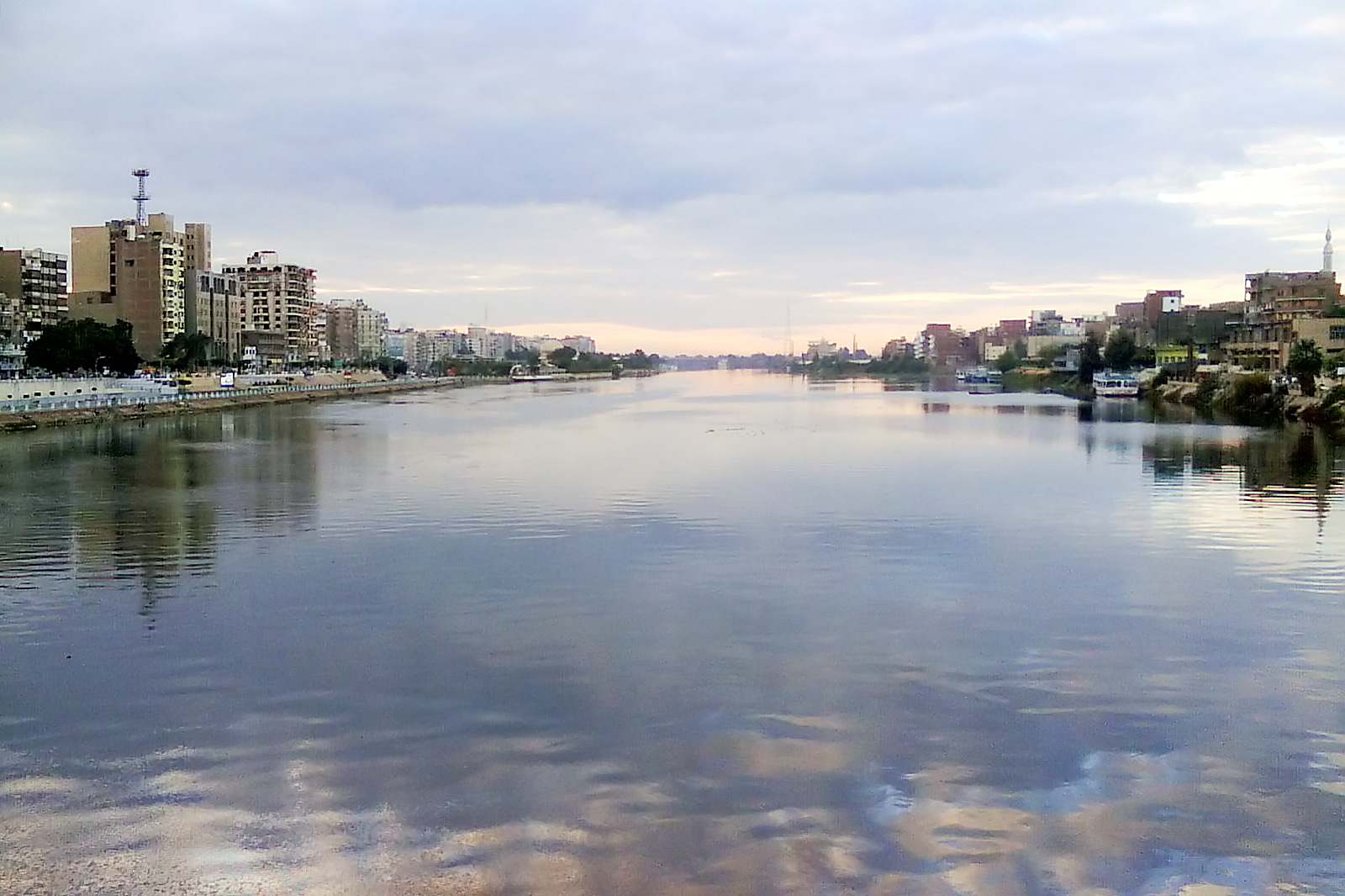
Coucher de soleil à Mansourah

Le gouvernorat de Daqahleya est un gouvernorat de l'Égypte. Il se situe dans le nord du pays, sur le delta du Nil. Sa capitale est Mansourah, située à 120 km au nord du Caire.